# Freimersheim (Pfalz)

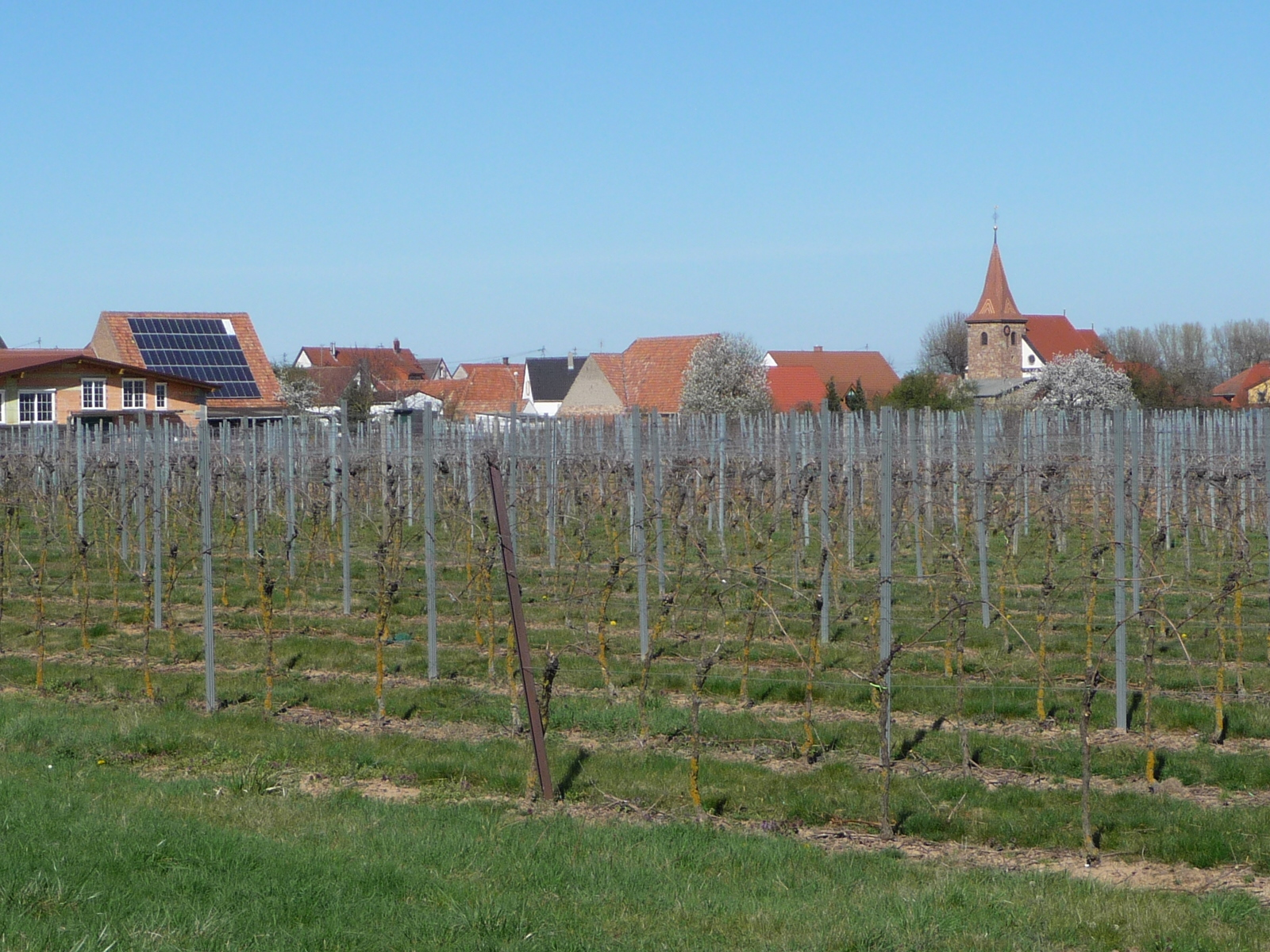
Ortsansicht von Freimersheim

Freimersheim (Pfalz) ist eine Ortsgemeinde im Landkreis Südliche Weinstraße in Rheinland-Pfalz. Sie gehört der Verbandsgemeinde Edenkoben an.

## Geographie

### Lage
Die Gemeinde liegt acht Kilometer südöstlich von Edenkoben mitten im Gäu. Zu Freimersheim gehören zusätzlich die Wohnplätze Freimersheimermühle, Kaltenbacherhof und Salmhof. Nachbargemeinden sind – im Uhrzeigersinn – Böbingen, Freisbach, Lustadt, Zeiskam, Hochstadt, Kleinfischlingen, Großfischlingen und Altdorf.

### Gewässer
Mitten durch Freimersheim fließen in West-Ost-Richtung der Modenbach sowie dessen rechte Abzweigung Mühlbach. Nördlich der Bebauung entspringt der Hirschgraben. Im äußersten Norden bildet der Lachgraben für ein kurzes Stück die Gemeindegrenze. Im Süden befindet sich der Kaltenbach.

## Geschichte
Freimersheim wurde 771 in einer Schenkungsurkunde des Klosters Lorsch erstmals urkundlich erwähnt. Im Jahr 1423 wurde der Ort, der bis dahin reichseigen war, dem Junker Hans von Weingarten übertragen. 1685 stirbt die Familie von Weingarten aus, der letzte Spross ist in der Freimersheimer Kirche im Chor begraben, und das Gut der Familie wird an das Domstift Speyer verkauft.
Während des Pfälzischen Erbfolgekrieges wurde Freimersheim vollkommen zerstört und von seinen Bewohnern zeitweise verlassen. Durch den Frieden von Lunéville 1801 ging das Dorf an die Französische Republik über. Der Ort wurde Teil des französischen Departements Donnersberg und war Mairie Böbingen, die später nach Freimersheim verlegt wurde, im Kanton Edenkoben zugeordnet. 1815 hatte die Gemeinde insgesamt 505 Einwohner. Infolge des Wiener Kongress im selben Jahr kam Freimersheim zunächst an Österreich und 1816 aufgrund eines Tauschvertrages an das Königreich Bayern. Ab 1818 war die Gemeinde Freimersheim dem Landkommissariat Landau im bayerischen Rheinkreis, später dem Bezirksamt Landau zugeordnet.
Ab 1939 war der Ort Bestandteil des Landkreises Landau in der Pfalz. Nach dem Zweiten Weltkrieg wurde Freimersheim innerhalb der französischen Besatzungszone Teil des 1946 neu gebildeten Landes Rheinland-Pfalz. Im Zuge der ersten rheinland-pfälzischen Verwaltungsreform wechselte die Gemeinde am 7. Juni 1969 in den neu geschaffenen Landkreis Landau-Bad Bergzabern, der 1978 in Landkreis Südliche Weinstraße umbenannt wurde. 1972 wurde Freimersheim der ebenfalls neu gebildeten Verbandsgemeinde Edenkoben zugeordnet.
1998 wurde Freimersheim Kreissieger im Wettbewerb Unser Dorf soll schöner werden.

## Religion
2013 waren 52,3 Prozent der Einwohner evangelisch und 17,1 Prozent katholisch. Die übrigen gehörten einer anderen Religion an oder waren konfessionslos.
Die Katholiken gehören zum Bistum Speyer und unterstehen dort dem Dekanat Landau. Die Evangelischen sind Teil Protestantischen Landeskirche Pfalz und fallen in den Zuständigkeitsbereich des Pfarramtes im Gäu. Die örtliche katholische Kirche St. Fronleichnam ist eine Filialkirche der Pfarrkirche St. Sebastian Böbingen (Pfalz).
Vor Ort existierte einst eine jüdische Gemeinde, deren verstorbene Mitglieder in Essingen beigesetzt wurden.

## Politik

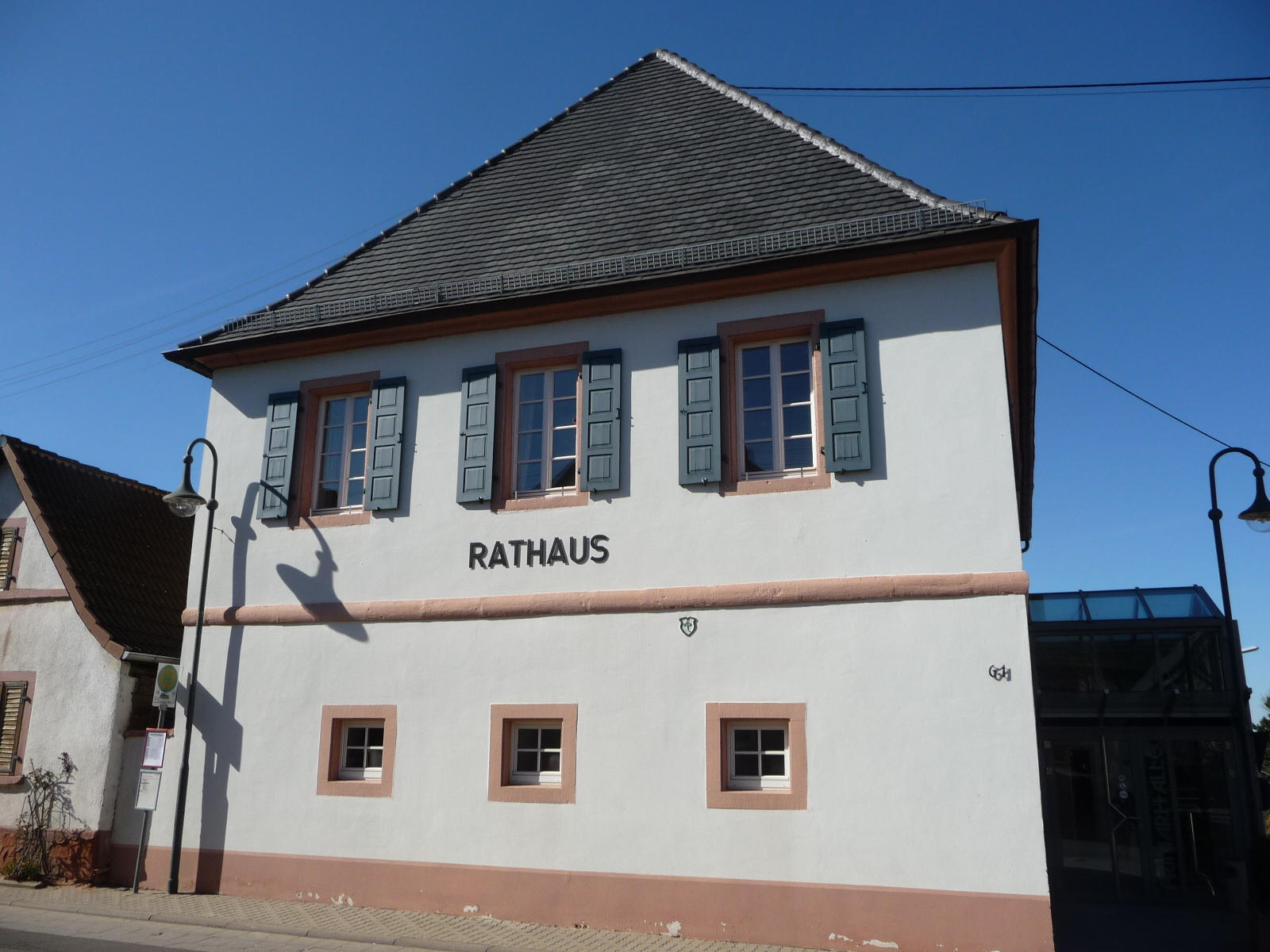
Rathaus

### Gemeinderat
Der Gemeinderat in Freimersheim (Pfalz) besteht aus 16 Ratsmitgliedern, die bei der Kommunalwahl am 9. Juni 2024 in einer Mehrheitswahl gewählt wurden, und dem ehrenamtlichen Ortsbürgermeister als Vorsitzendem. Vor der Wahl 2024 waren es zwölf Ratsmitglieder. Die Erhöhung der Mandate ergab sich aus dem rheinland-pfälzischen Kommunalwahlrecht, da die Einwohnerzahl zum Stichtag über 1000 gestiegen war.

### Bürgermeister
Thorsten Mees wurde am 27. August 2024 Ortsbürgermeister von Freimersheim. Bei der Direktwahl am 9. Juni 2024 hatte er sich mit einem Stimmenanteil von 56,0 % gegen eine Mitbewerberin durchgesetzt.
Der Vorgänger von Thorsten Mees, Daniel Salm, hatte das Amt 2009 von Gerhard Salm übernommen. Im Zusammenhang mit seiner 2022 erfolgten Wahl zum Bürgermeister der Verbandsgemeinde kündigte Daniel Salm bereits an, sich auf seine hauptamtliche Tätigkeit konzentrieren zu wollen und bei der Direktwahl 2024 nicht erneut als Ortsbürgermeister von Freimersheim kandidieren zu wollen.

### Wappen
| Wappen von Freimersheim | Blasonierung: „In Silber aus begrastem grünem Boden wachsend drei dreiblättrige grüne Kleeblattstengel, von denen der rechte und der linke nach außen zur Seite gebogen sind.“ |
| Wappen von Freimersheim | Wappenbegründung: Es wurde 1954 vom Mainzer Innenministerium genehmigt und geht zurück auf ein Siegel aus dem Jahr 1769.                                                       |

## Kultur und Sehenswürdigkeiten

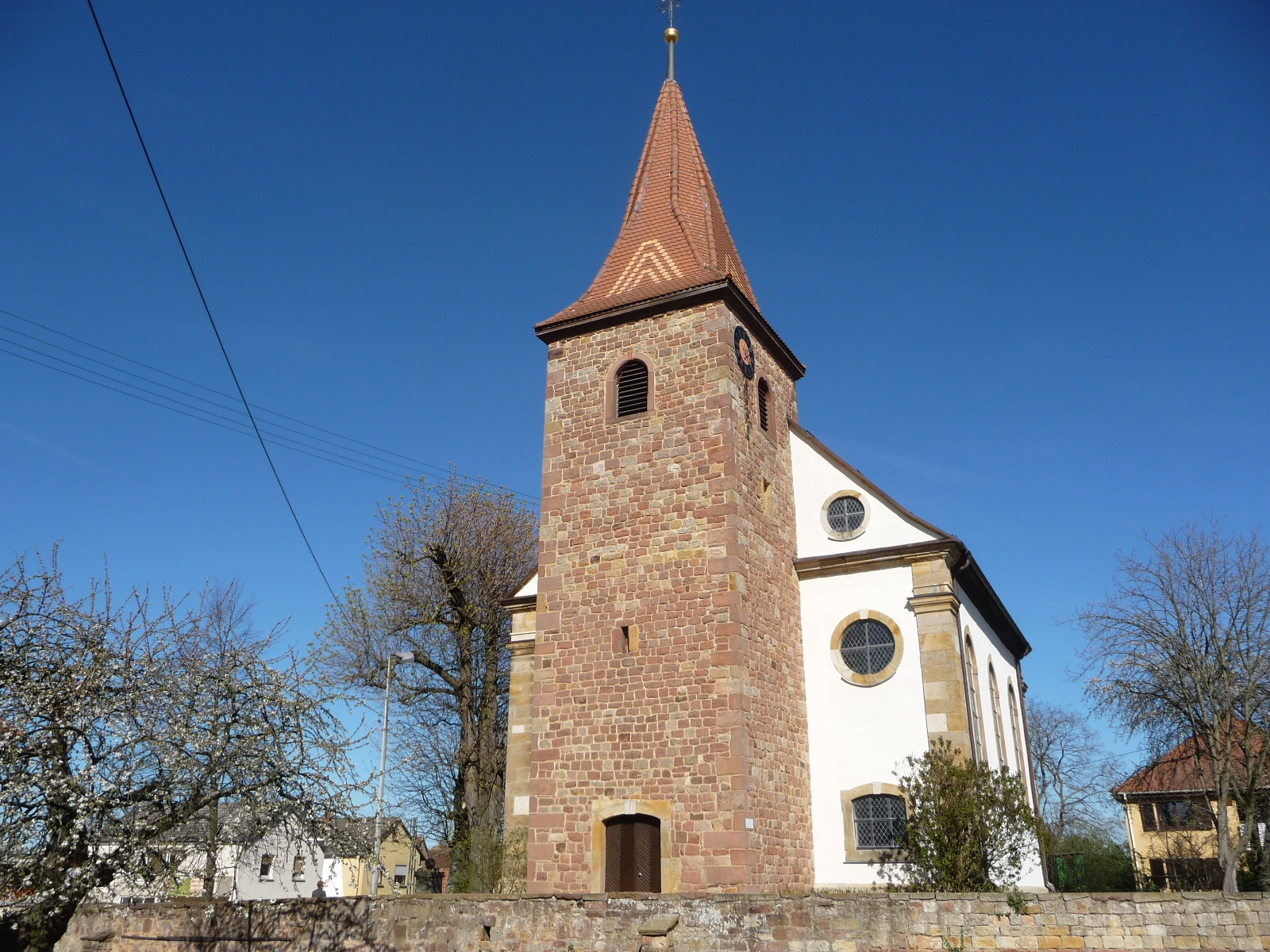
Denkmalgeschützte protestantische Kirche

### Kulturdenkmäler
Vor Ort befinden sich insgesamt zwölf Objekte, die unter Denkmalschutz stehen, darunter die protestantische Kirche.

### Natur
Innerhalb des Gemeindegebiets existieren zwei Naturdenkmale.

### Veranstaltungen
- Seit 2015 veranstaltet die Dorfjugend Freimersheim e. V. am 1. Mai auf dem Dorfplatz ein Maifest.
- Nach Fronleichnam findet in Freimersheim von Freitag bis Dienstag die Kerwe statt.

### Vereine
In Freimersheim gibt es neben dem Sportverein FSV Freimersheim zusätzlich den Gesangverein MGV 1875 Gemischter Chor e. V. mit seinen Sparten Kinderchor und Gemischter Chor, Männerchorprojekt sowie die an den Verein angegliederte Theatertruppe.
Theateraufführungen sind jedes Jahr beginnend um Ostern an vier aufeinander folgenden Wochenenden.
Ebenso gibt es einen Förderverein für die Jugend von Freimersheim in Form der Dorfjugend Freimersheim e. V., der die Jugendräume mit finanziellen Mitteln fördert.

### Jugend
Die Jugend aus Freimersheim trifft sich zur Sommerzeit am Glashaus. Dieses wird erst genutzt, seit der Bauwagen wegen Vandalismus abgeschafft wurde. Des Weiteren gibt es seit September 2014 einen Jugendraum, der vom Leitungsteam der Dorfjugend Freimersheim verwaltet und vom Verein Dorfjugend Freimersheim e. V. finanziell unterstützt wird.

## Wirtschaft und Infrastruktur

### Wirtschaft
Freimersheim ist ein Winzerort und als solcher Teil des Weinanbaugebiets Pfalz. Vor Ort befinden sich die Einzellage Bildberg (102 ha). Diese gehört zur Großlage Trappenberg im Bereich Südliche Weinstraße.

### Verkehr

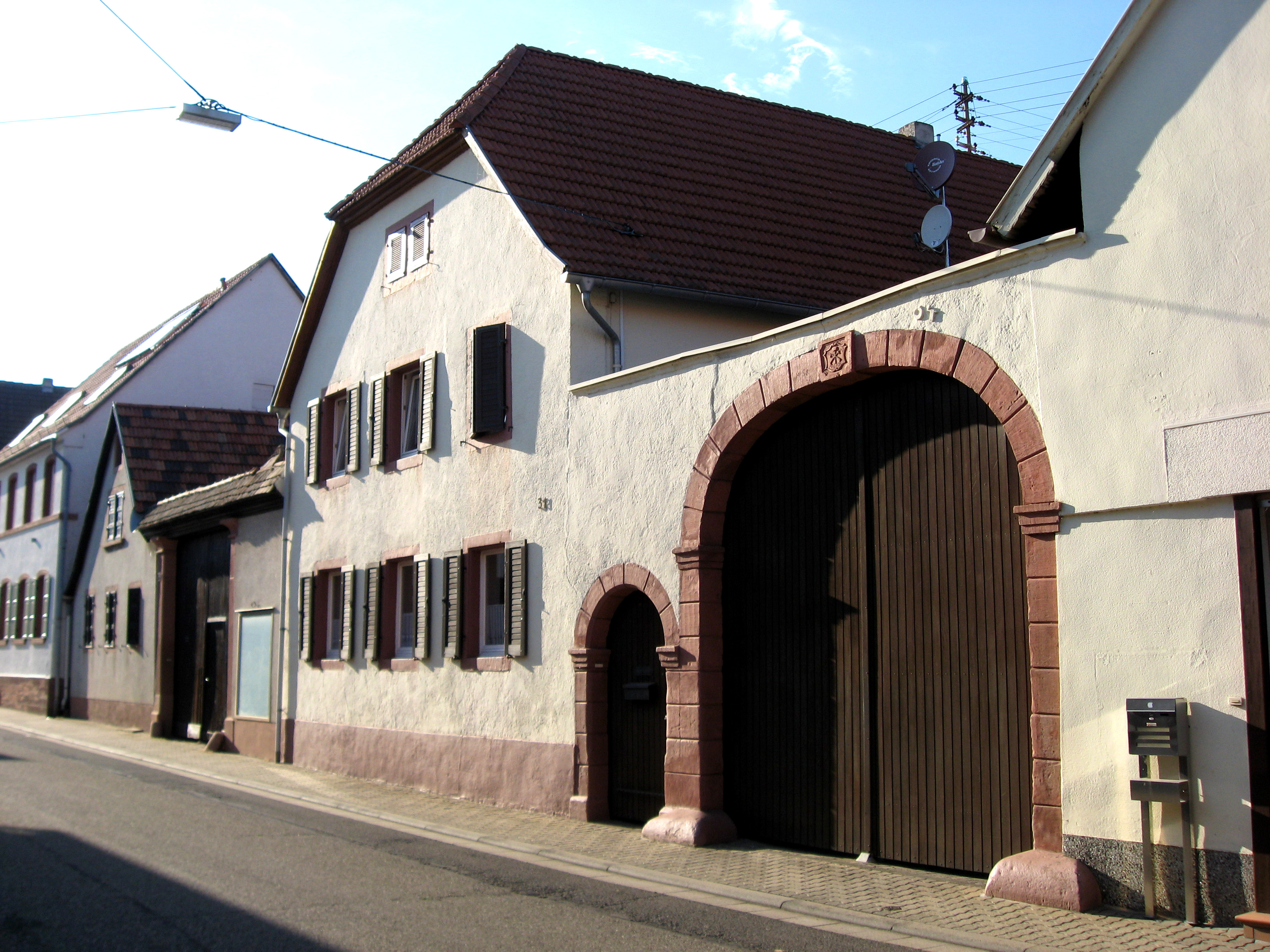
Kreisstraße 37 innerhalb von Freimersheim

Südlich des Siedlungsgebietes verläuft die Landesstraße 507 und westlich die Landesstraße 540. Die Kreisstraße 37 führt nach Böbingen und die Kreisstraße 38 nach Zeiskam.
Nächstgelegene Bahnhöfe sind Edesheim und Edenkoben an der Pfälzischen Maximiliansbahn Neustadt–Wissembourg.

### Tourismus
Mitten durch den Ort führt der Radweg Vom Rhein zum Wein. Durch den äußersten Norden der Gemarkung verläuft für ein kurzes Stück der mit einem roten Kreuz markierte Fernwanderweg Franken-Hessen-Kurpfalz.

## Persönlichkeiten

### Ehrenbürger
- Martin Salm (†), Ortsbürgermeister von 1925 bis 1939, wurde 1952 zum Ehrenbürger ernannt.[9]
- Kurt Rummel (†), Ortsbürgermeister von 1964 bis 1979, Vorsitzender der Freimersheimer Sportvereinigung von der Gründung 1961 bis ins Jahr 1991, erhielt die Auszeichnung im Jahr 2000.[14]
- Rudolf Tischer (* 1935), Ortsbürgermeister 1979 bis 1994, am 7. März 2020 zum Ehrenbürger ernannt.[9][15]
- Gerhard Salm (* 1939/1940), Ortsbürgermeister 1994 bis 2009, wurde ebenfalls am 7. März 2020 für seine Verdienste geehrt.[9][15]

### Söhne und Töchter der Gemeinde
- Bertram Hartard senior (1901–1967), Mitglied der Verfassungsgebenden Landesversammlung von Rheinland-Pfalz, rheinland-pfälzischer Landtagsabgeordneter und Bürgermeister von Speyer
- Gerhard Postel (1941–2012), evangelischer Geistlicher